# Amt Peenetal/Loitz
La comunità amministrativa di Peenetal/Loitz (Amt Peenetal/Loitz) si trova nel circondario della Pomerania Anteriore-Greifswald nel Meclemburgo-Pomerania Anteriore, in Germania.

## Suddivisione
Comprende 3 comuni (abitanti il 31 dicembre 2022):
1. Görmin (900)
2. Loitz, Stadt * (4 262)
3. Sassen-Trantow (836)

Il capoluogo è Loitz.